# منتخب أرمينيا للكورفبال
منتخب أرمينيا للكورفبال هو ممثل أرمينيا الرسمي في المنافسات الدولية في كرة السلة الهولندية
.